# 霧立山
霧立山（きりたてやま）とは、高知県高岡郡檮原町、同郡四万十町と愛媛県北宇和郡鬼北町の県境、そして3つの町に跨る山である。標高は1,096.3m。
登山者は愛媛県側のほうが多い。登山中に落石が発生することがあり、注意が必要である。

## 周辺の山
- 地蔵山（1,128m）